# 鈴木信太郎 (洋画家)

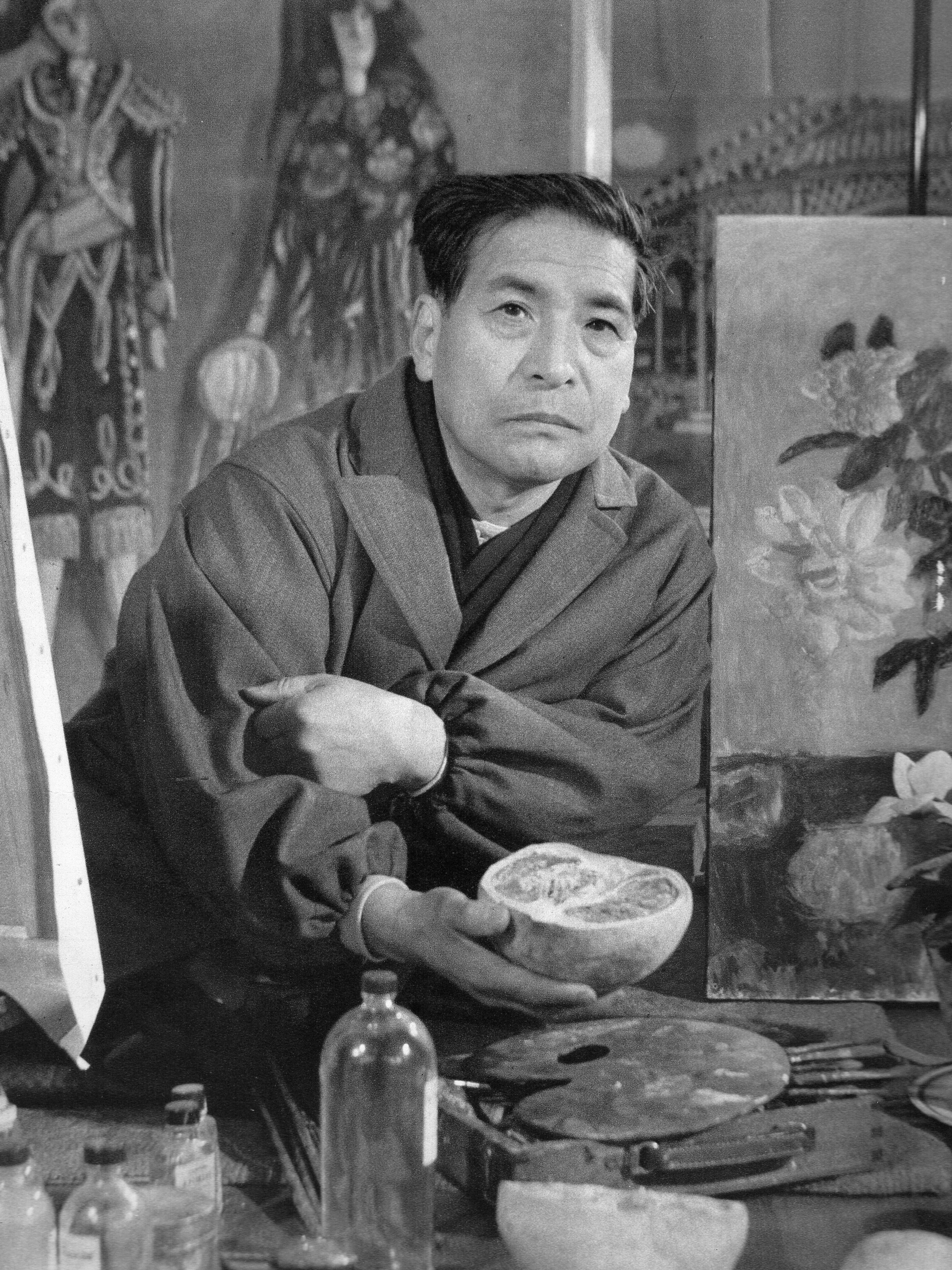
鈴木信太郎（1954年、藤本四八撮影）

鈴木 信太郎（すずき しんたろう、1895年〈明治28年〉8月16日 - 1989年〈平成元年〉5月13日）は、洋画家。

## 人物
東京府八王子生まれ。白馬会洋画研究所で黒田清輝に師事する。
1934年（昭和9年）出品した第二十一回二科展で推奨に選出されたことなどを契機に、
1936年（昭和11年）、二科会に新会員として迎えられる。1955年（昭和30年）、二科会を退会して一陽会を結成し中心的存在として活躍する。1960年（昭和35年）、日本芸術院賞受賞、1969年（昭和44年）、日本芸術院会員、1988年（昭和63年）、文化功労者。

## エピソード
- 明朗な風景画を得意とした。
- 現在もたびたび展覧会が催され、北里研究所病院内に展示されたり、ケーキ店の包装紙に使われるなど、目にする機会も多い。
- フランス文学者の鈴木信太郎とは、同年でもあるため紛れやすい。
- 長崎市歴史民俗資料館によれば「長崎を代表する作品」として鈴木作の「精霊流し図」を紹介している[4]。

## 略歴
- 1895年（明治28年）8月16日、鈴木金蔵、テルの次男として誕生。祖父の代まで甲州街道の小仏関所で本陣を営み、父の代で八王子市に移り、生糸の仲買などを営んだ。幼少期の病で左半身が不自由となる。
- 1906年（明治39年）、白馬会洋画研究所に入り黒田清輝に師事。
- 1913年（大正2年）、東京府立織染学校（現：東京都立八王子工業高等学校）に入学。織物図案を2年学ぶ。
- 1924年（大正13年）、第11回二科展に入選。
- 1950年（昭和25年）、武蔵野美術大学教授[5]。
- 1955年（昭和30年）、多摩美術大学教授[5]。二科会を退会。高岡徳太郎らと一陽会を結成。
- 1960年（昭和35年）、日本芸術院賞受賞。
- 1969年（昭和44年）、日本芸術院会員。勲三等瑞宝章受章。
- 1988年（昭和63年）、文化功労者。
- 1989年（平成元年）5月13日、日本赤十字社医療センターにて死去。

## 著書
- 静物画の話 美術出版社、1951
- 阿蘭陀まんざい 東峰書房、1954
- 鈴木信太郎 美術出版社、1954（日本現代画家選 第10）
- デッサンの技法 小磯良平、宮本三郎共著 美術出版社、1955
- 美術の足音今は昔 博文館新社、1987